# Durant (Iowa)
Durant é uma cidade localizada no estado americano de Iowa, no Condado de Cedar e Condado de Muscatine e Condado de Scott.
O nome é em homenagem a Thomas C. Durant.

## Demografia
Segundo o censo americano de 2000, a sua população era de 1677 habitantes.
Em 2006, foi estimada uma população de 1715, um aumento de 38 (2.3%).

## Geografia
De acordo com o United States Census Bureau tem uma área de
2,6 km², dos quais 2,6 km² cobertos por terra e 0,0 km² cobertos por água. Durant localiza-se a aproximadamente 218 m acima do nível do mar.

## Localidades na vizinhança
O diagrama seguinte representa as localidades num raio de 16 km ao redor de Durant.